# Bundesliga virtual
La Bundesliga virtual (abreviada VBL) es una modalidad de juego en línea "Football sport simulation FIFA" de EA Sports para los países de habla alemana. Un solo jugador y desde el FIFA 19 también los clubes juegan en la VBL en pos del campeonato alemán. La DFL (Liga Alemana de Fútbol) y EA Sports presentaron la Bundesliga virtual en 2012 para el inicio del FIFA 13 (entonces llamada Virtuelle Bundesliga). El socio presentador de la Bundesliga virtual es el fabricante suizo de relojes de lujo TAG Heuer.

## Modo
Desde la temporada 2018/19, la VBL consta de cuatro partes: el VBL Open, el VBL Club Championship, los VBL Playoffs y la VBL Grand Final.

### VBL Open
La VBL Open es una modalidad de juego gratuito. Los jugadores individuales eligen un equipo de la Bundesliga. Los jugadores con el mejor balance mensual entre diciembre de 2018 y febrero de 2019 se clasifican para los VBL Playoffs.

### VBL Club Championship
En el VBL Club Championship, 22 clubes de la Bundesliga y la 2ª Bundesliga se enfrentan entre enero y marzo de 2019 con sus propias plantillas y juegan en un sistema de liga cerrado por el título del VBL Club Championship. Los jugadores de los mejores equipos se clasifican directamente para la VBL Gran Final, otros jugadores para los VBL Playoffs.
Por la Bundesliga participan: VfB Stuttgart, Hertha BSC, Borussia Mönchengladbach, Bayer 04 Leverkusen, Eintracht Frankfurt, FC Augsburg, Hannover 96, 1. FC Nürnberg, 1. FSV Maguncia 05, VfL Wolfsburg, RB Leipzig, Werder Bremen y FC Schalke 04. Por la 2ª Bundesliga participan: SpVgg Greuther Fürth, 1. FC Köln, Holstein Kiel, SV Darmstadt 98, Arminia Bielefeld, Hamburger SV, VfL Bochum, SV Sandhausen y FC Ingolstadt 04.

### VBL Playoffs
En los VBL Playoffs, compiten los clasificados del VBL Open y del VBL Club Championship por el pase a la VBL Grand Final. Los VBL Playoffs se llevarán a cabo en marzo de 2019.

### VBL Grand Final
En la VBL Grand Final, los clasificados de los VBL Playoffs de y los equipos clasificados del VBL Club Championship determinarán los campeones alemanes en el EA SPORTS FIFA 19. Además del título, el ganador recibirá un premio en metálico.

## Retransmisiones
Desde la 2018/19, el canal de televisión libre ProSieben MAXX ha estado retransmitiendo por televisión un partido elegido cada semana del VBL Club Championship, así como a través de la retransmisión en Internet-Livestreamen de ran.de y prosiebenmaxx.de.